# Фредерик Гауланд Хопкинс
Фредерик Гауланд Хопкинс (енгл. Frederick Gowland Hopkins; 20. јун 1861 — 16. мај 1947) био је енглески биохемичар који је 1929. године, за откриће витамина, добио Нобелову награду за физиологију или медицину, иако је сматрано да је Казимјеж Функ, пољски биохемичар, више заслужан за то откриће. Такође, открио је триптофан 1901. године. Био је председник Краљевског друштва од 1930. до 1935. године.

## Образовање, детињство и младост
Хопкинс је рођен у Истборну. Школовао се у Лондону, где је завршио студије и медицинску школу, која је сада део Кингс колеџа.

## Каријера и истраживање
Након дипломирања, Хопкинс је од 1894. до 1898. предавао физиологију и токсикологију. Године 1898, док је присуствовао састанку Физиолошког друштва, Мајкл Фостер га је позвао да се придружи физиолошкој лабораторији у Кембриџу, како би истраживао хемијске аспекте физиологије. Тада биохемија није била призната као посебна грана хемије. Био је предавач хемијске физиологије на Емануел колеџу, у Кембриџу, у марту 1900. године, када је завршио мастер. Докторирао је физиологију на Универзитету у Лондону у јулу 1902. Док је био у Кембриџу, иницирао је слободно зидарство. Године 1910. добио је стипендије Тринити и Емануел колеџа. Године 1914. постао је први професор биохемије на Универзитету у Кембриџу. Његови студент је био ембриолог Џозеф Нидам. 
Хопкинс је дуго проучавао како ћелије добијају енергију кроз сложен метаболички процес оксидо-редукције. Његова студија 1907. са Валтер Морли Флечером, о вези између млечне киселине и контракције мишића, била је једно од централних достигнућа његовог рада на биохемији ћелије. Он и Флечер су показали да исцрпљивање кисеоника изазива накупљање млечне киселине у мишићима. Њихов рад је допринео открићу Арчибалда Хила, да метаболички циклус угљених хидрата ствара енергију која се користи за контракцију мишића. 
Године 1912. Хопкинс је објавио дело по којем је најпознатији. У њему демонстрира серију експеримената исхране животиња да дијета, која се састоји од чистих протеина, угљених хидрата, масти, минерала и воде, не подржава раст животиња. То га је навело да сугерише нормалне дијете сићушних количина још неидентификованих супстанци које су неопходне за раст и опстанак животиња. Те хипотетичке супстанце назвао је помоћним факторима хране, касније преименованим у витамине. За ово откриће, заједно са Кристијаном Ајкманом,1929. године, додељена му је Нобелова награда за физиологију или медицину.
Током Првог светског рата, Хопкинс је наставио рад на храњивим вредностима витамина. Његови напори су били посебно драгоцени у време несташице хране. Пристао је да проучи храњиву вредност маргарина и открио је да је, као што се и сумњало, лошији од маслаца, јер му недостају витамини А и Д. Као резултат његовог рада, 1926. године, маргарин је обогаћен витаминима. 
Хопкинс је заслужан за откриће и карактеризацију глутатиона издвојеног из различитих животињских ткива 1921. године. Предложио је да једињење представља дипептид глутаминска киселина и цистеин. Структура је била контроверзна више година, али 1929. је закључио да је реч о трипептиду глутаминске киселине, цистеина и глицина. Са овим закључком сложио се Едвард Калвин Кендал.

### Награде и признања
Хопкинс је 1924. године изабран за члана Националне академије наука. Поред Нобелове награде, 1918. награђен је Краљевском медаљом Краљевског друштва, Камероновом наградом за терапију 1922. и Коплијевом медаљом 1926. године. Године 1905. постао је члан Краљевског друштва, најпрестижније научне организације Велике Британије, 1925. члан витештва Џорџа V, а 1935. члан Реда заслужних грађана. Од 1930. до 1935. био је председник Краљевског друштва, а 1933. председник Британско научног удружења. 

## Лични живот
Године 1898. оженио се Џеси Аном Стивенс (1861—1937) са којој је имао сина и две ћерке, од којих је једна, Жакота Хокс, постала истакнути археолог.
Умро је 16. маја 1947. у Кембриџу, где је и сахрањен, са супругом. 